# Портусач, Франсеск
Франсеск Мартинес Портусач (кат. Francesc Martínez Portusach; 1864, Барселона, Испанская Империя — 1919) — американский китобой каталонского происхождения, который некоторое время был губернатором острова Гуам. В американских СМИ того времени его называли Франсиско Портусач (Francisco Portusach) или Фрэнк Портусач (Frank Portusach).

## Биография
Портусач родился в 1864 году в Барселоне, Испания. Его отец был преуспевающим торговцем, и Портусач провёл свое детство на торговых судах, курсировавших между Испанией и её тихоокеанскими колониями.
После смерти отца в 1885 году переехал в Чикаго. В 1888 году получил гражданство США. Вскоре после этого переехал в Такому, Вашингтон, затем в Сан-Франциско, Калифорния, где женился на американке. Спустя некоторое время супруги перебрались на Гуам, который в то время был испанской колонией.
20 июня 1898 года во время Испано-американской войны Соединённые Штаты оккупировали Гуам. Весь испанский гарнизон, включая губернатора Хуана Марину, был взят в плен и отправлен в Манилу. Испанские граждане, проживающие на острове, были разоружены.
Портусач, который был единственным гражданином США на Гуаме, подошёл на борту китобойного судна под флагом США к американскому кораблю USS Charleston и приветствовал войска вторжения. Капитан Гласс, узнав, что Портусач — коммерсант, спросил, сможет ли он ему «продать несколько зажигалок и организовать корабль для перевозки угля из Пекина в трюмы Charleston». Портусач заявил, что проблем не будет, и что он даже не возьмёт денег, поскольку его долг как гражданина Соединённых Штатов — помогать своей стране во время войны. Губернатор Марианских островов послал Портусачу письмо, в котором говорилось: «Если вы окажете помощь американским войскам, утром следующего же дня вы будете казнены». Портусач проигнорировал угрозы и доставил уголь американцам.
Капитан Генри Гласс назначил Портусача временным губернатором Гуама до прибытия американского военного гарнизона. Портусач пробыл в должности с 22 июня по 12 декабря 1898 года. Вскоре после того, как ВМС США оставили Гуам, отплыв на Филиппины, Портусач был свергнут с поста губернатора острова Хосе Систо, филиппинцем испанского происхождения, казначеем сдавшегося испанского гарнизона. Систо, в свою очередь, также вскоре был свергнут коренным населением чаморро. В январе 1899 года прибыл военный корабль USS Brutus, однако американцы восстановили в должности губернатора Систо, а не Портусача. Политическая ситуация на острове оставалась нестабильной до августа 1899 года, пока на остров не прибыл в качестве военного губернатора Ричард Филлипс Лири.
В 1917 году Франсеск Мартинес Портусач написал «Историю захвата Гуама USS Charleston и его транспортами».